# 宽叶齿缘草
宽叶齿缘草（学名：Eritrichium latifolium）是紫草科齿缘草属的植物，为中国的特有植物。分布于俄罗斯以及中国大陆的新疆等地，生长于海拔2,000米至3,200米的地区，见于草坡及河滩灌丛林缘，目前尚未由人工引种栽培。